# Языковая политика Финляндии
Языковая политика Финляндии — это совокупность принципов, которым следует государство по отношению к представителям различных языковых групп.
Начиная с 19 века отличительной чертой языковой политики Финляндии был официальный статус и соотношение финского и шведского языков, что также часто называют языковым вопросом. После провозглашения независимости Финляндии статус шведского и финского языков стал предметом особо напряженной политической борьбы. Статья Конституции, на которой основана современная модель двух государственных языков, была принята в 1919 году и с самого начала стала предметом активных споров. Оставаясь долгое время спорной, языковая ситуация стабилизировалась только в 40-х годах после окончания Второй мировой войны
В языковой политике послевоенного времени на повестку дня встал вопрос о правах других национальных меньшинств. Действующее законодательство учитывает особый статус саамского, карельского, цыганского языков и языка жестов. Русский и татарский также традиционно являются языками национальных меньшинств. В результате активной иммиграции, начиная с 1990-х годов стал актуален вопрос о праве на сохранение родного языка и культуры для других народов. Также возникла потребность в обучении мигрантов государственному языку в целях содействия их социальной интеграции..

## Положения конституции
Согласно 17 статье нынешней Конституции Финляндии государственными являются финский и шведский языки. При обращении в суд и в других мероприятиях, связанных с государственными службами, каждый имеет право пользоваться своим родным языком, финским или шведским. В обязанности государственных ведомств входит забота об образовательных и общественных потребностях как финноязычного, так и шведоязычного населения, которая осуществляется по единому принципу. Та же статья конституции гарантирует право сохранять и развивать родной язык и культуру саамским народам, относящимся к коренному населению, а также цыганам. Закон устанавливает также право саамских народов использовать родной язык при обращении в государственные службы. Законом гарантированы права граждан, использующих язык жестов, а также тех, кому по причине инвалидности требуется помощь в переводе. Конституцией определено, что в работе парламента задействованы оба государственных языка. Законы публикуются как на финском, так и на шведском языках, часть законов публикуется также на саамском языке.

## Шведский язык
| год  | население | доля (%) |
| ---- | --------- | -------- |
| 1880 | 294 900   | 14,3     |
| 1890 | 322 600   | 13,6     |
| 1900 | 349 700   | 12,9     |
| 1910 | 339 000   | 11,6     |
| 1920 | 341 000   | 11,0     |
| 1930 | 342 900   | 10,1     |
| 1940 | 354 000   | 9,6      |
| 1950 | 348 300   | 8,6      |
| 1960 | 330 500   | 7,4      |
| 1970 | 303 400   | 6,6      |
| 1980 | 300 500   | 6,3      |
| 1990 | 296 700   | 5,9      |
| 2000 | 291 700   | 5,7      |
| 2010 | 291 153   | 5,4      |

Количество шведоязычных в Финляндии 1900—2010
Случаи дискриминации представителей шведоязычного меньшинства на основании языка встречаются редко. По данным исследования, проведенного Шведской Ассамблеей Финляндии, 70 % финнов считают шведский язык важной составляющей финского общества. Особенность языковой ситуации в Финляндии заключается в том, что межъязыковые барьеры совершенно не влияют на заключение браков. В настоящее время 70 % детей в двуязычных семьях регистрируются как шведоязычные. Согласно исследованиям, в структуре занятости между шведоязычными и финноязычными жителями Финляндии практически нет различий. Среди шведоязычных сравнительно популярно фермерство. Согласно статистике, больше всего шведоязычных среди рыбаков.. В средствах массовой информации освещается ряд спорных вопросов, таких как количество шведоязычных мест в университетах, обязательность изучения второго государственного языка в школах, гимназиях, профессиональных училищах и университетах, а также доступность услуг, оказываемых на шведском языке. Yleisradio предлагает шведскоязычным две радиостанции, Yle Radio Vega ja Yle X3M, а также шведскоязычный телеканал Yle Fem.

### Общественная дискуссия
В общественных дискуссиях время от времени поднимается вопрос о позитивной дискриминации в отношении шведоязычных (и других языковых меньшинств) в сфере образования. На определённых факультетах, например, медицинских и юридических, существуют специальные квоты для шведоязычных. Это объясняется требованиями закона о языке, гарантирующим языковые права: стране необходимо обучать определённое количество шведоговорящих врачей, юристов и представителей других профессий. Кроме того, эти квоты применяются ко всем гражданам Финляндии, владеющим шведским языком, независимо от их родного языка. Критику вызывает также и сравнительно большая, относительно доли населения Финляндии, доля учебных мест на определённых специальностях в шведоязычных вузах, например, на факультетах бизнеса и менеджмента. The New York Times назвал шведоязычных финнов «самым избалованным меньшинством в мире».

### Критика
Хотя отношения между языковыми группами вполне мирные, на интернет-форумах можно встретить горячие споры о государственных языках. Обязательность изучения шведского языка подвергается сильной критике и со стороны гражданских организаций. Обязательность изучения шведского языка обосновывается тем, что, в соответствии с требованиями закона о языке, для трудоустройства на некоторые должности необходимо знание шведского. Кроме того, отмечается роль шведского языка в Скандинавии, а также в качестве составляющей финской идентичности и культуры. .. Помимо этого, преподавание шведского в школах критикуется потому, что оно не даёт необходимого уровня владения языком. Шведоязычные школьники начинают изучать финский с третьего класса, тогда как многие финноязычные школьники начинают учить шведский только с седьмого класса..
За добровольное изучение второго государственного языка особенно активно выступает Общество Финской культуры и идентичности (Suomalaisuuden liitto ry). Шведская Ассамблея Финляндии (Svenska Finlands Folkting), в свою очередь, считает, что, поддерживая конфронтацию в интернете, Общество Финской культуры и идентичности занимает позицию открытого конфликта. В шведоязычной среде также встречаются отдельные приверженцы националистических взглядов, обвиняющие финнов в присвоении шведской культуры. Шведская народная партия заявила, что подобные взгляды «чужды большинству шведоговорящих». Закон о языке принят в Финляндии в 1920 году и с тех пор подвергался многочисленным поправкам, в итоге в 2003 был принят совершенно новый закон. Изменения в законе были в большинстве своём техническими, но, в то же время, часть поправок отразила изменения в обществе.
В законе языковые права определяются как на персональном, так и на региональном уровнях. Основными административными единицами являются муниципалитеты, языковой статус которых зависит от статистических данных о составе зарегистрированного в них населения. В зависимости от этого муниципалитеты могут быть шведоязычными, финноязычными или двуязычными. Муниципалитет считается двуязычным, если в нём проживает не менее 3000 представителей языкового меньшинства, либо их доля составляет не менее 8 % от общего количества населения.
Муниципалитет также может быть утвержден как двуязычный по решению государственного совета, основанному на заявлении какого-либо муниципального совета. Муниципалитет становится одноязычным, только когда доля представителей языкового меньшинства в составе населения опускается ниже 6 %.
В двуязычных муниципалитетах языком большинства может стать как финский, так и шведский. В одноязычных муниципалитетах обслуживание населения должно осуществляться на языке муниципалитета, в двуязычных используются оба языка. Государство ответственно за то, чтобы услуги населению были предоставлены на обоих государственных языках. Среди сотрудников двуязычных муниципалитетов или государственных служб не все обязаны владеть двумя языками, достаточного того, что двуязычные сотрудники присутствуют там, где использование обоих языков действительно необходимо. [null Государственные органы] могут прибегнуть к помощи переводчика, если это потребуется.
На сегодняшний день в Финляндии 19 шведоязычных муниципалитетов (16 из которых расположены на Аландских островах) и 31 двуязычный муниципалитет. Остальные 289 муниципалитетов являются финноязычными. Закон о языке не распространяется на Аландские острова, где языковой вопрос регулируется законом о самоуправлении.

## Провинция Аландские острова
Согласно закону о самоуправлении, действующему на территории Аландских островов, регион является шведоязычным, следовательно, «языком государственных и административных служб является шведский». Граждане Финляндии, конечно, имеют право пользоваться финским языком в судах и в других государственных службах, расположенных на территории автономии. Шведский является основным языком школьного образования, а изучение финского не обязательно. Помимо этого, в школах нет возможности пройти обучение финскому языку на уровне родного языка, а также отсутствует обучение мигрантов шведскому языку как иностранному. Закон о самоуправлении даёт выпускникам Аландских школ право поступления в государственные шведоязычные или двуязычные учебные заведения, даже если их уровень владения финским языком не удовлетворяет общепринятым требованиям..
На Аландских островах только человек, имеющий местное гражданство, обладает правом голосовать на региональных выборах, владеть или управлять имуществом, и осуществлять хозяйственную деятельность. Местное гражданство получает человек, хотя бы один из родителей которого уже имеет такой статус. Кроме этого, о получении местного гражданства может ходатайствовать гражданин Финляндии, проживший в провинции пять лет. Чтобы получить этот статус, заявитель должен подтвердить удовлетворительное знание шведского языка.
Самоуправление и местное гражданство Аландских островов основываются на компромиссном решении Лиги Наций в 1921 году, в котором управление провинцией было передано Финляндии при условии, что она гарантирует местному населению право на использование шведского языка, сохранение культуры, местных обычаев и системы самоуправления. Изменения в закон о самоуправлении могут быть внесены только совместным решением парламента Финляндии и правительства Аландских островов (Лагтинг) и только в порядке, соблюдаемом при принятии изменений в Конституции.
Перемены в финском обществе затронули закон о языке, после того как в 1990-е годы предоставление ряда государственных и муниципальных услуг было передано частным компаниям и крупным коммерческим организациям. Закон распространяется и на частные компании, когда они по поручению официальных органов оказывают государственные услуги. Поправки в закон о языке были внесены в 2003 году, тогда за проголосовало 179 депутатов и против — 3.

## Саамские языки
В языковой политике учитываются и другие языковые меньшинства, как и их права на язык и культуру, что стало особенно заметным в 1990-х. В 1992 г. в Финляндии саамские языки получили официальный статус в районах исторического проживания: в общинах Энонтекиё, Инари, Утсйоки, а также в северных районах Соданкюля. Подобный статус гарантирует право использования саамского языка при обращении в госорганы и при получении медицинских услуг.
Инари является единственным муниципалитетом Финляндии с четырьмя официальными языками, где кроме финского используются северносаамский, колтта-саамский и инари-саамский языки. В некоторых районах северносаамский используется как основной язык преподавания в школах. Прежняя дискриминационная языковая политика Финляндии ограничивала употребление саамских языков в школах, в результате чего в настоящее время только около половины саамов владеют своим языком на уровне родного. Возрождение этих языков является основной задачей современной языковой политики Скандинавских стран. В 1996 был учрежден Саамский парламент, в функции которого входит самоуправление в сфере саамской культуры и языка..

## Карельский язык
До Второй мировой войны в Финляндии на карельском языке и его наречиях говорили в т. н. Пограничной Карелии. После войны вынужденные покинуть собственную территорию проживания карелы были расселены по всей Финляндии. Учрежденное в 1995 году Общество карельского языка занимается проектами по развитию устного и письменного карельского языка. По оценкам Общества карельским языком в той или иной мере владеют 11 000-12 000 человек, в большинстве своем пожилые люди. Зимой 2009 года правительство Финляндии включило карельский язык в список официальных языков малых народностей.

### Языки жестов и другие средства, заменяющие речь
Начиная с 60-х годов по настоящее время отношение общества к языку жестов значительно изменилось. В начале XX века в Финляндии распространились идеи, которые привели к тому, что использования жестового языка в школах было запрещено и физическое наказание за нарушение запрета стало обычным явлением. Обучение для слабослышащих было добровольным, а закон о всеобщем обязательном образовании начал распространяться на людей с инвалидностью лишь в 30-х годах. Начиная с 60-х годов отношение к людям с инвалидностью меняется: их равноправие в обществе становится объектом защиты. Финляндия стала третьим государством в мире, где права людей с нарушениями слуха были обеспечены Конституцией. Благодаря этому статус людей, использующих язык жестов, неоднократно упоминается в государственных законах, в частности в положениях относительно образования и государственных служб. На сегодняшний день язык жестов является родным для 4000-5000 людей с нарушениями слуха, вдобавок около 10000 слышащих используют его в качестве родного или второго языка.
Вторым языком жестов Финляндии является шведский. Его структура напоминает финский, но часть жестов отличается как от финских, так и от используемых в Швеции. На данный момент его используют примерно 300 человек и, по данным Юнеско, язык находится под угрозой исчезновения. Последняя шведоязычная сурдопедагогическая школа была закрыта в 1993 году. После этого многие шведоязычные слабослышащие переехали в Швецию. Остальные отдавали детей в финноязычные сурдопедагогические школы, вследствие чего родной язык был утрачен.
За последние годы обучению языку жестов уделялось большое внимание. В высших профессиональных учебных заведениях существует программа обучения инструкторов и преподавателей сурдопедагогических школ объёмом в 120 академических кредитов. Программа в 240 кредитов предназначена для сурдопереводчиков. В университете города Йювяскюля с 1998 года идет подготовка учителей начальных классов сурдопедагогических школ. В 2004 году там же была утверждена первая в Финляндии профессура и введена магистерская программа обучения.
Обучение сурдопереводчиков шведского языка не проводилось с 1993 года. В муниципалитете Педерсёре шведоязычного региона Остроботния с 1997 работает учебное заведение интегрированного обучения глухих и слабослышащих детей от дошкольного возраста до старших классов. Муниципалитет предоставляет дистанционное обучение для детей, обучающихся в других городах. Сегодня существует тенденция к использованию новых средств коммуникации.

## Другие языки
В конце 2008 года в результате роста иммиграции, в Финляндии проживало 155 705 иностранцев, а говорящих на других языках, кроме финского, шведского или саамского, было 207 037. На государственном уровне увеличение количества людей, говорящих на иностранных языках, переместило в центр политико-языковой дискуссии два ключевых вопроса: с одной стороны, о социальной интеграции, а с другой — о праве человека на родной язык и культуру.
Закон гарантирует приезжим право на изучение финского или шведского языков. Целью повышения языковых навыков мигрантов является последующее трудоустройство, которое играет важную роль в их адаптации в финском обществе. С другой стороны, школьное обучение направлено на поддержку языковых и культурных прав детей-мигрантов. Преподавание родного языка наравне с одним из государственных языков является средством создания практического двуязычия. Иноязычный учащийся может изучать свой родной язык на всем протяжении обучения в школе, и ему гарантировано право получения дополнительного обучения на своем языке. Государство участвует в расходах этой сферы образования согласно закону «О финансировании образования и культуры». Право на обеспечение перевода при общении с госслужбами регулируется отдельно законом об административных процедурах и в других[уточнить] нормативных актах, касающихся деятельности органов власти.

## Другие источники
- Kansallisen projektin analyysia: kirjakielen kehitysvaiheita Suomessa 1800-luvulla.